# Friedhofsmauer (Eppishausen)

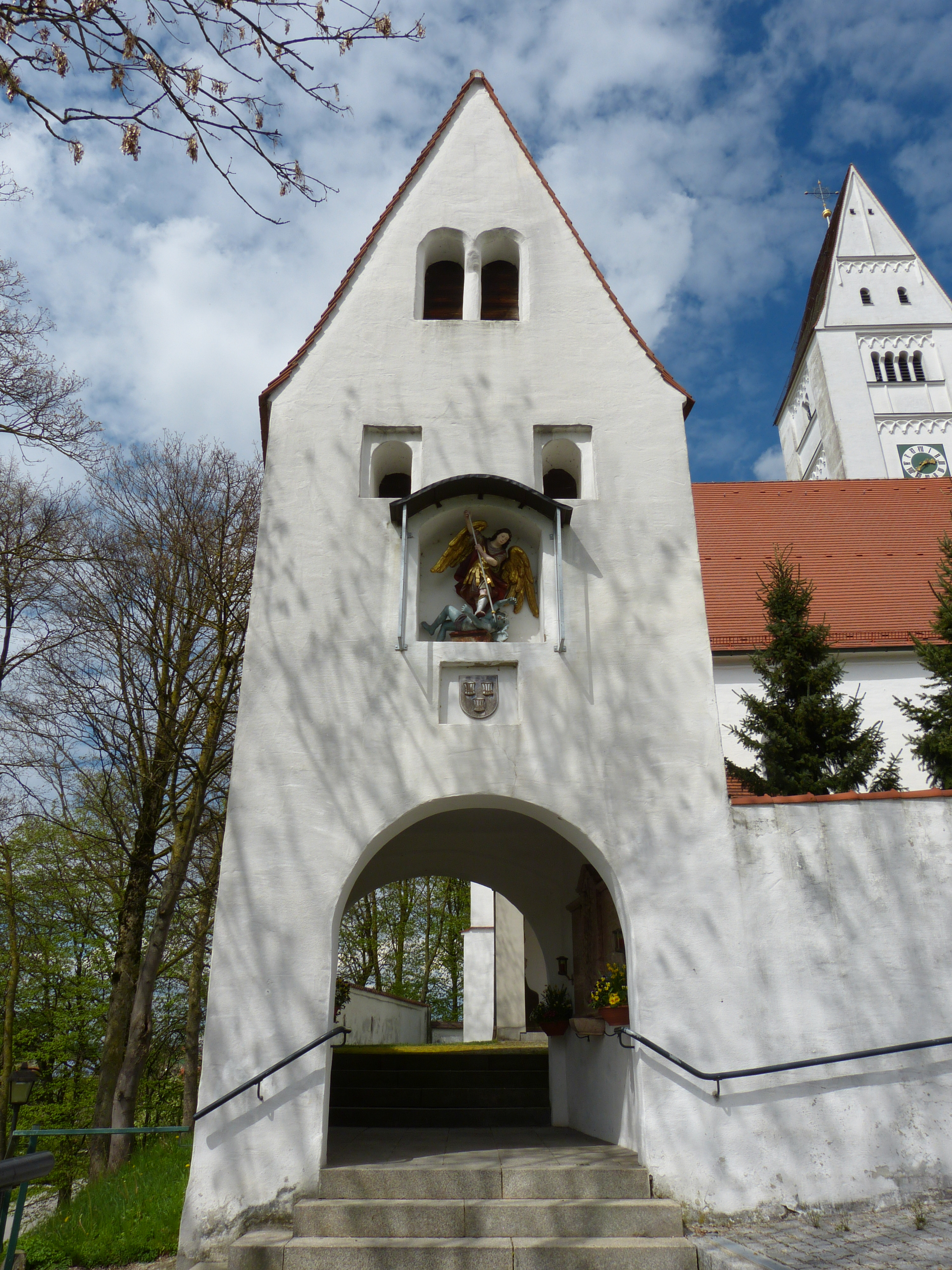
Spätgotischer Torturm

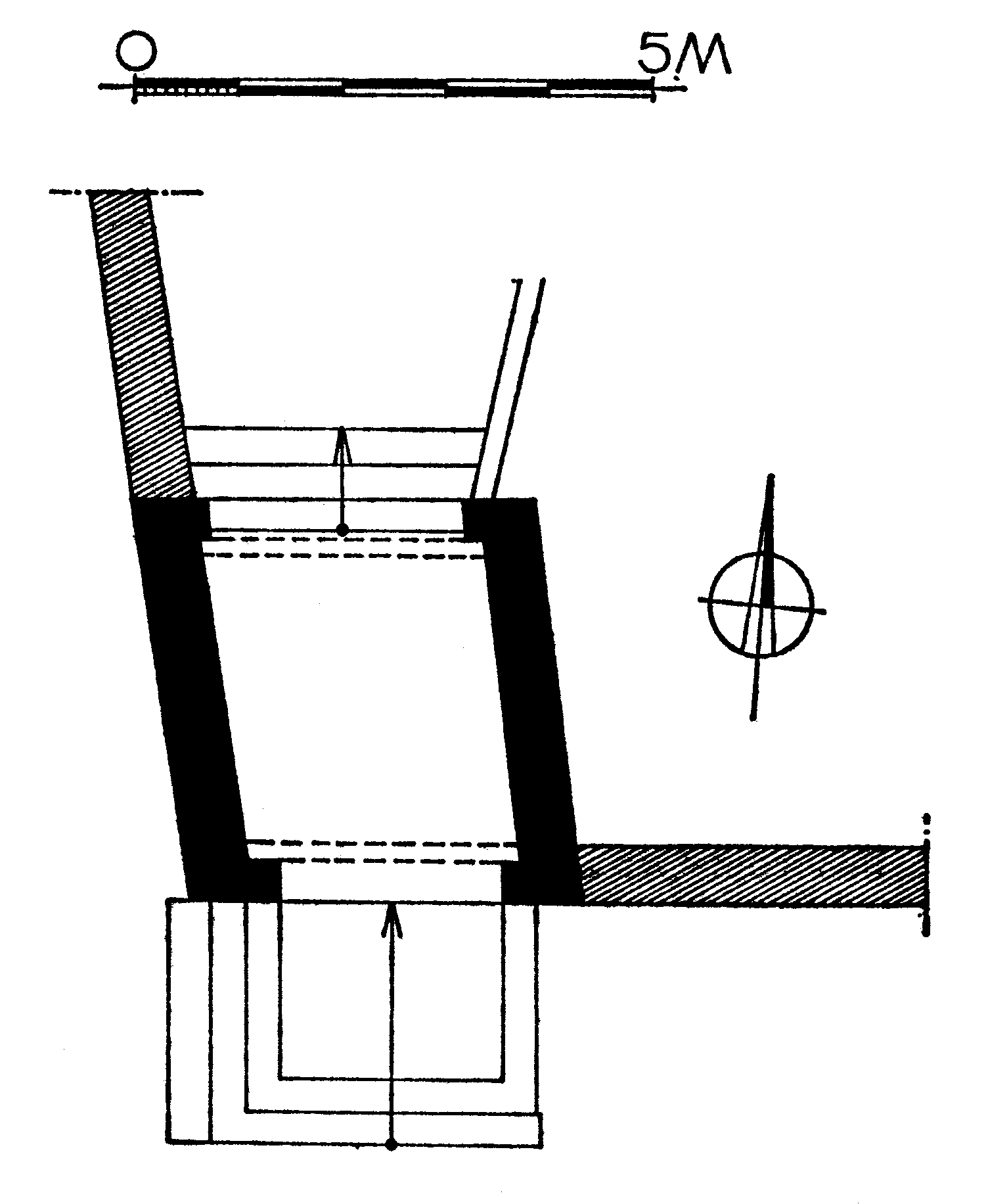
Grundriss der Friedhofsmauer mit Torturm

Die spätgotische Friedhofsmauer befestigte den ehemaligen Friedhof um die Kirche St. Michael in Eppishausen, im Landkreis Unterallgäu, Bayern. Im Laufe der Zeit wurde die Mauer teilweise erneuert. Auf der Südseite ist sie durch pfeilerartige Aufsätze mit Pultabdeckung gegliedert und das nach innen abfallende Pultdach mit Biberschwänzen gedeckt. Die Friedhofsmauer sowie der Torturm sind in der Bayerischen Denkmalliste eingetragen.
Ein Aufgang zur Kirche erfolgt durch das Untergeschoss des an der Südseite vorhandenen spätgotischen Torturms aus Backsteinmauerwerk. Der Zugang erfolgt auf beiden Seiten durch Rundbögen und ist innen mit einer Flachdecke abgeschlossen. Darin befinden sich Gedenktafeln für die Gefallenen und Vermissten des Ersten und Zweiten Weltkrieges. Am Oberteil der Südseite des Torturmes befindet sich in einer rechteckigen Blende das Wappen derer von Thannek sowie darüber in einer Stichbogennische eine gefasste Holzfigur des Erzengels Michael. Diese stammt aus dem zweiten Viertel des 18. Jahrhunderts und stellt den Erzengel dar, wie er den Teufel besiegt. Weiter oberhalb sind zwei kleine Rundbogenöffnungen vorhanden. Im Giebel der Nord- und Südseite ist eine Doppelarkade vorhanden. Von Osten her führt in circa 1,75 m Höhe eine Rundbogentür in das Innere des Turmes. Das Türblatt ist aus Eichenholz gefertigt und besitzt einen eisernen Zugring. Der schildförmige eiserne Beschlag der Türe ist mit 1588 bezeichnet.

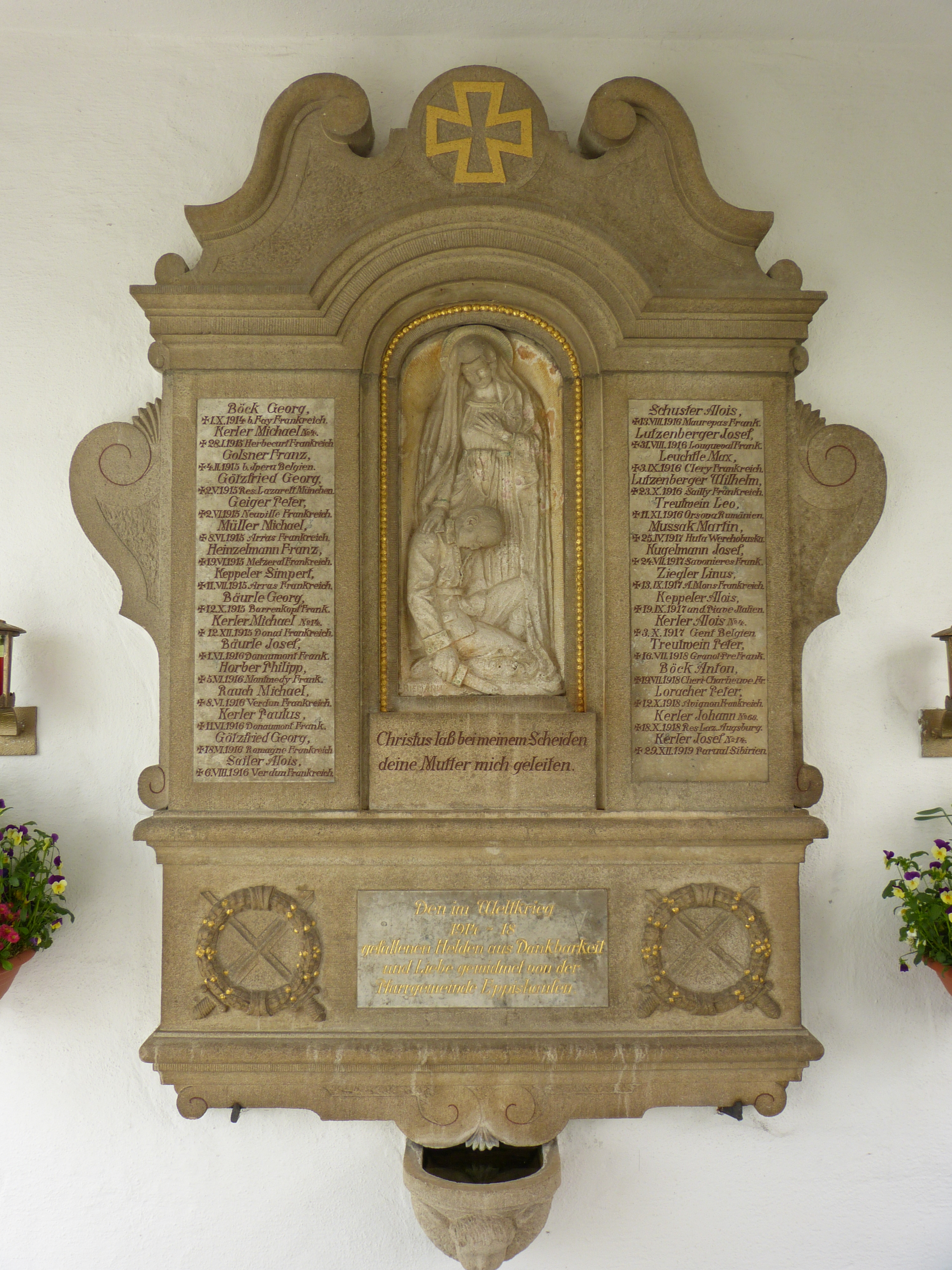
Gedenktafel für die Gefallenen und Vermißten des Ersten Weltkrieges
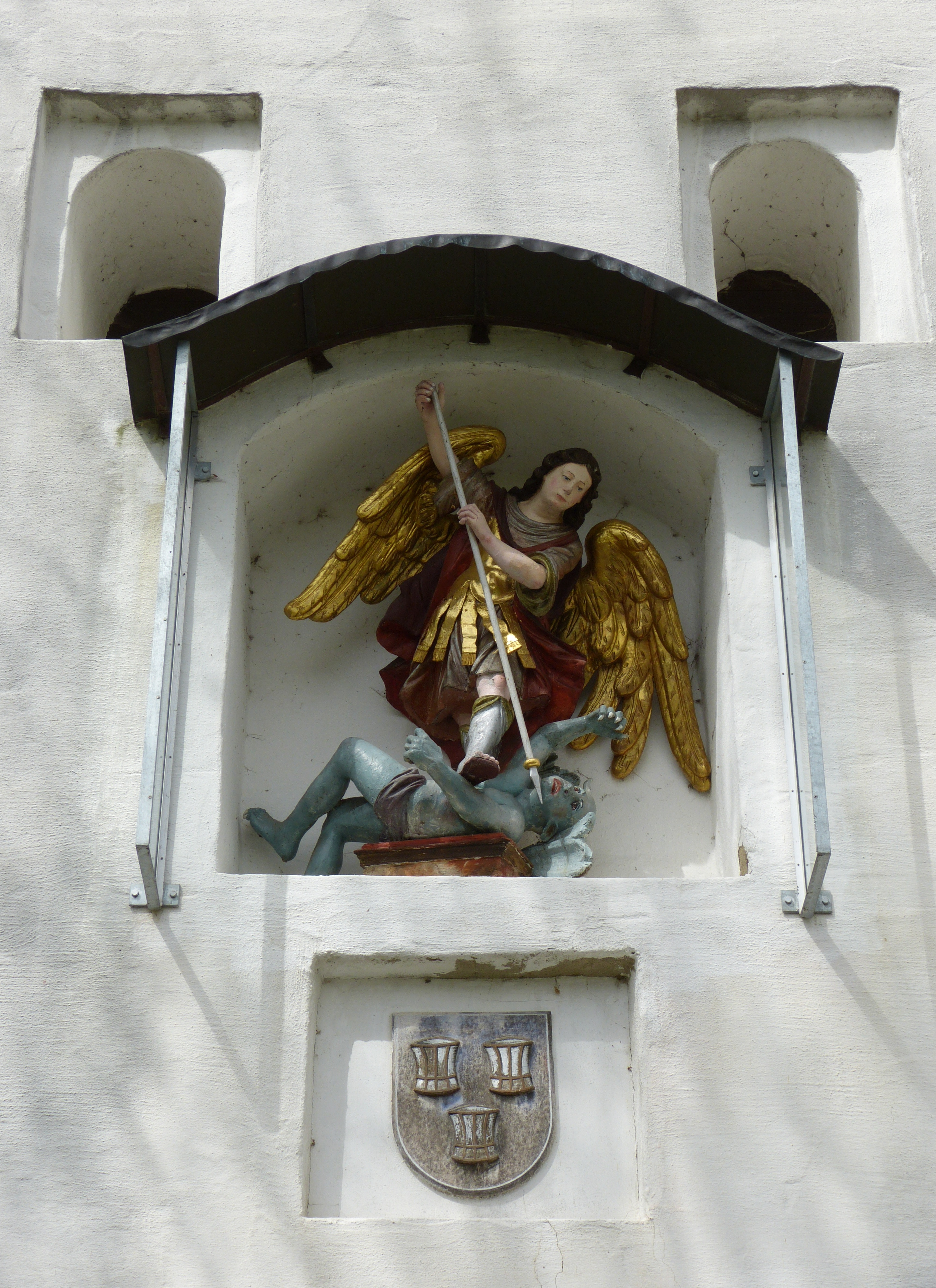
Figurengruppe des Erzengels Michael, 18. Jahrhundert